# Coupe du monde de saut d'obstacles 2011-2012
Navigation
Édition précédente Édition suivante
La Coupe du monde de saut d'obstacles 2011-2012 est la 34e édition de la Coupe du monde de saut d'obstacles organisée par la FEI. Cette édition voit la création de la ligue chinoise, et sa finale a eu lieu à Bois-le-Duc aux Pays-Bas entre le 18 et le 22 avril 2012. La compétition est marquée par le décès d'Hickstead sous les yeux des spectateurs et téléspectateurs, ce cheval champion olympique en titre sous la selle d'Éric Lamaze a été victime d'une rupture d'aorte peu après son parcours à Vérone. L'actualité a également eu des répercussions sur l'organisation des épreuves : plusieurs étapes de la ligue Arabe sont annulées en raison du printemps arabe et celle de Minamisōma au Japon est déplacé Mito en raison de l'accident nucléaire de Fukushima.

## Ligues

Ligues de la coupe du monde de saut d'obstacles 2011-2012

1. Ligues Nord-Américaines (12 épreuves sur la côte Est et 16 épreuves sur la côte Ouest)
2. Ligue Sud-Américaine (6 épreuves)
3. Ligue d'Europe de l'Ouest (12 épreuves)
4. Ligue d'Europe Centrale - Sous-Ligue du Nord (11 épreuves)
5. Ligue d'Europe Centrale - Sous-Ligue du Sud (5 épreuves)
6. Ligue Arabe (11 épreuves)
7. Ligue Sud-Africaine (7 épreuves)
8. Ligue Caucasienne (6 épreuves)
9. Ligue d'Asie Centrale (3 épreuves)
10. Ligue Chinoise (3 épreuves)
11. Ligue Japonaise (9 épreuves)
12. Ligue d'Asie du Sud-Est (3 épreuves)
13. Ligue Australie - Pacifique (13 épreuves)
14. Ligue de Nouvelle-Zélande - Pacifique (7 épreuves)

### Ligue Nord-Américaine (Côte Est)
| Ville              | Pays       | Début             | Fin               | Vainqueur                                 |
| ------------------ | ---------- | ----------------- | ----------------- | ----------------------------------------- |
| Blainville         | Canada     | 13 juillet 2011   | 17 juillet 2011   | Hugh Graham sur Executive Privilege 3E    |
| Bromont            | Canada     | 20 juillet 2011   | 24 juillet 2011   | Jill Henselwood sur George                |
| Bridgehampton      | États-Unis | 28 août 2011      | 4 septembre 2011  | McLain Ward sur Antares F                 |
| Saugerties         | États-Unis | 7 septembre 2011  | 10 septembre 2011 | Annulée                                   |
| Moreland Hills     | États-Unis | 14 septembre 2011 | 18 septembre 2011 | Annulée                                   |
| Lexington          | États-Unis | 22 septembre 2011 | 24 septembre 2011 | McLain Ward sur Pjotter van de Zonnehoeve |
| Harrisburg         | États-Unis | 19 octobre 2011   | 22 octobre 2011   | Margie Goldstein-Engle sur Indigo         |
| Washington         | États-Unis | 25 octobre 2011   | 30 octobre 2011   | Nick Skelton sur Carlo                    |
| Lexington          | États-Unis | 2 novembre 2011   | 6 novembre 2011   | Richard Spooner sur Cristallo             |
| Toronto            | Canada     | 8 novembre 2011   | 12 novembre 2011  | Scott Brash sur Bon Ami                   |
| Wellington         | États-Unis | 29 novembre 2011  | 4 décembre 2011   | Margie Goldstein-Engle sur Indigo         |
| Green Cove Springs | États-Unis | 12 janvier 2012   | 14 janvier 2012   | Annulée                                   |
| Wellington         | États-Unis | 8 février 2012    | 12 février 2012   | Margie Goldstein-Engle sur Indigo         |
| Wellington         | États-Unis | 7 mars 2012       | 11 mars 2012      | Scott Brash sur Sanctos van het Gravenhof |
| Tampa              | États-Unis | 28 mars 2012      | 1 avril 2012      | Beezie Madden sur Mademoiselle            |

### Ligue Nord-Américaine (Côte Ouest)
| Ville               | Pays       | Début             | Fin               | Vainqueur                               |
| ------------------- | ---------- | ----------------- | ----------------- | --------------------------------------- |
| Langley             | Canada     | 1 juin 2011       | 5 juin 2011       | Jill Henselwood sur Special Ed          |
| Calgary             | Canada     | 16 juin 2011      | 19 juin 2011      | Kyle King sur Capone I                  |
| Calgary             | Canada     | 30 juin 2011      | 3 juillet 2011    | Rich Fellers sur Flexible               |
| Langley             | Canada     | 24 août 2011      | 28 août 2011      | Richard Spooner sur Cristallo           |
| Del Mar             | États-Unis | 31 août 2011      | 3 septembre 2011  | Harley Brown sur Cassiato               |
| Calgary             | Canada     | 1 septembre 2011  | 4 septembre 2011  | Khaled Abdulaziz Al-Eid sur Presley Boy |
| San Juan Capistrano | États-Unis | 13 septembre 2011 | 16 septembre 2011 | Kirsten Coe sur Baronez                 |
| Burbank             | États-Unis | 21 septembre 2011 | 25 septembre 2011 | Saer Coulter sur Springtime             |
| Corregidora         | Mexique    | 22 septembre 2011 | 25 septembre 2011 | Annulée                                 |
| Del Mar             | États-Unis | 28 septembre 2011 | 2 octobre 2011    | Helen McNaught sur Lariccello           |
| Xalapa              | Mexique    | 5 octobre 2011    | 9 octobre 2011    | Annulée                                 |
| Las Vegas           | États-Unis | 2 novembre 2011   | 5 novembre 2011   | Eduardo Menezes sur Calavda             |
| Rancho Murieta      | États-Unis | 9 novembre 2011   | 13 novembre 2011  | Rich Fellers sur Flexible               |
| Burbank             | États-Unis | 16 novembre 2011  | 20 novembre 2011  | Rich Fellers sur Flexible               |
| Thermal             | États-Unis | 31 janvier 2012   | 5 février 2012    | Francie Steinwedell-Carvin sur Taunus   |
| Thermal             | États-Unis | 7 février 2012    | 12 février 2012   | Duncan McFarlane sur Mr. Whoopy         |
| Thermal             | États-Unis | 21 janvier 2012   | 26 février 2012   | Michelle Spadone sur Uitteraard         |
| Thermal             | États-Unis | 28 février 2012   | 4 avril 2012      | Annulée                                 |

### Ligue Sud-Américaine
| Ville          | Pays      | Début             | Fin               | Vainqueur                                        |
| -------------- | --------- | ----------------- | ----------------- | ------------------------------------------------ |
| Porto Alegre   | Brésil    | 5 mai 2011        | 8 mai 2011        | José Luiz Guimaraes de Carvalho sur Arriminum TW |
| Buenos Aires   | Argentine | 26 mai 2011       | 29 mai 2011       | Marcelo Chirico Ferreira sur Omanie du Landais   |
| São Paulo      | Brésil    | 16 septembre 2011 | 18 septembre 2011 | Pedro Junqueira Muylaert sur Ducati SE           |
| São Paulo      | Brésil    | 29 septembre 2011 | 2 octobre 2011    | Felipe Juares de Lima sur Zuleika Metodo         |
| Rio de Janeiro | Brésil    | 10 novembre 2011  | 13 novembre 2011  | Artemus de Almeida sur Sharapova MCJ             |
| Buenos Aires   | Argentine | 23 novembre 2011  | 27 novembre 2011  | Charie Jacobs sur Leap of Joy                    |

### Ligue Sud-Africaine
| Ville          | Pays           | Début            | Fin              | Vainqueur                             |
| -------------- | -------------- | ---------------- | ---------------- | ------------------------------------- |
| Midrand        | Afrique du Sud | 14 mai 2011      | 15 mai 2011      | Lara Neill sur Something Special      |
| Karkloof       | Afrique du Sud | 26 mai 2011      | 30 mai 2011      | Annulée                               |
| Shongweni      | Afrique du Sud | 16 juin 2011     | 19 juin 2011     | Lorette Knowles-Taylor sur Watch me P |
| Port Elizabeth | Afrique du Sud | 15 juillet 2011  | 17 juillet 2011  | Jade Hooke sur A new era              |
| Durban         | Afrique du Sud | 4 août 2011      | 9 août 2011      | Barry Taylor sur Nabab Forever        |
| Pretoria       | Afrique du Sud | 26 août 2011     | 28 août 2011     | Michelle Stafford sur Lord Larrymore  |
| Polokwane      | Afrique du Sud | 31 août 2011     | 4 septembre 2011 | Jade Hooke sur A new era              |
| Le Cap         | Afrique du Sud | 17 novembre 2011 | 20 novembre 2011 | Annulée                               |

### Ligue Arabe
| Ville           | Pays                | Début             | Fin              | Vainqueur                                  |
| --------------- | ------------------- | ----------------- | ---------------- | ------------------------------------------ |
| Charm el-Cheikh | Égypte              | 29 septembre 2011 | 2 octobre 2011   | Annulée                                    |
| Charm el-Cheikh | Égypte              | 6 octobre 2011    | 9 octobre 2011   | Annulée                                    |
| Tétouan         | Maroc               | 7 octobre 2011    | 9 octobre 2011   | Jean-Marc Nicolas sur Oxford d'Esquelmes   |
| Rabat           | Maroc               | 14 octobre 2011   | 16 octobre 2011  | Katie Monahan-Prudent sur V                |
| Amman           | Jordanie            | 14 octobre 2011   | 16 octobre 2011  | Annulée                                    |
| El Jadida       | Maroc               | 21 octobre 2011   | 23 octobre 2011  | Francois Mathy Jr. sur Polinska des Isles  |
| Damas           | Syrie               | 1 novembre 2011   | 4 novembre 2011  | Annulée                                    |
| Amman           | Jordanie            | 10 novembre 2011  | 12 novembre 2011 | Sameh El Dahan sur To The Point            |
| Amman           | Jordanie            | 17 novembre 2011  | 19 novembre 2011 | Sameh Hesham Hatab sur Butter Scotich      |
| Riyad           | Arabie saoudite     | 17 novembre 2011  | 19 novembre 2011 | Khaled Abdulaziz Al Eid sur Vanhoeve       |
| Doha            | Qatar               | 27 décembre 2011  | 30 décembre 2011 | Karim El Zoghby sur Jument Dufee           |
| Dubaï           | Émirats arabes unis | 5 janvier 2012    | 7 janvier 2012   | Abdullah Al Sharbatly sur Larkhill Cruiser |
| Abou Dabi       | Émirats arabes unis | 12 janvier 2012   | 14 janvier 2012  | Khaled Abdulaziz Al Eid sur Vanhoeve       |
| Sharjah         | Émirats arabes unis | 19 janvier 2012   | 21 janvier 2012  | Mohammed Ahmed Al Owais sur Tolita         |
| Al Ain          | Émirats arabes unis | 9 février 2012    | 11 février 2012  | Khaled Abdulaziz Al Eid sur Vanhoeve       |

### Ligue d'Asie du Sud-Est
| Ville    | Pays     | Début            | Fin               | Vainqueur                                         |
| -------- | -------- | ---------------- | ----------------- | ------------------------------------------------- |
| Selangor | Malaisie | 8 septembre 2011 | 11 septembre 2011 | Akkara Konglapamnauy sur Celine 80                |
| Selangor | Malaisie | 6 octobre 2011   | 9 octobre 2011    | Qabil Ambak Dato' Mahamad Fathil sur 3Q Coulthard |
| Selangor | Malaisie | 20 octobre 2011  | 23 octobre 2011   | Akkara Konglapamnauy sur Celine 80                |

### Ligue d'Asie Centrale
| Ville    | Pays         | Début          | Fin            | Vainqueur                        |
| -------- | ------------ | -------------- | -------------- | -------------------------------- |
| Tachkent | Ouzbékistan  | 8 avril 2011   | 10 avril 2011  | Myrza Toktobekov sur Stamberline |
| Bichkek  | Kirghizistan | 19 mai 2011    | 22 mai 2011    | Talyat Islamov sur Atom          |
| Astana   | Kazakhstan   | 2 juillet 2011 | 5 juillet 2011 | Peter Solovjov sur Liebestraum Z |

### Ligue Australie - Pacifique
| Ville      | Pays      | Début            | Fin              | Vainqueur                             |
| ---------- | --------- | ---------------- | ---------------- | ------------------------------------- |
| Sydney     | Australie | 20 avril 2011    | 20 avril 2011    | Julia Hargreaves sur Vedor            |
| Sydney     | Australie | 8 mai 2011       | 8 mai 2011       | Catherine Green sur Da Vinci's Pride  |
| Caboolture | Australie | 21 août 2011     | 21 août 2011     | Jamie Kermond sur Colthaga            |
| Toowoomba  | Australie | 7 août 2011      | 7 août 2011      | Jamie Kermond sur Valhalla            |
| Brisbane   | Australie | 17 août 2011     | 17 août 2011     | Tim Amitrano sur Mr Innocent          |
| Gawler     | Australie | 28 août 2011     | 28 août 2011     | Thomas McDermott sur Statford Delight |
| Adélaïde   | Australie | 9 septembre 2011 | 9 septembre 2011 | Tim Clarke sur Caltango               |
| Melbourne  | Australie | 2 octobre 2011   | 2 octobre 2011   | Jamie Kermond sur Valhalla            |
| Shepparton | Australie | 12 novembre 2011 | 12 novembre 2011 | Clem Smith sur Dark Ages              |
| Wodonga    | Australie | 19 novembre 2011 | 19 novembre 2011 | Sheridan Manuel sur Renmarno          |
| Sale       | Australie | 27 novembre 2011 | 27 novembre 2011 | Chris Chugg sur Alondra               |
| Tonimbuk   | Australie | 3 décembre 2011  | 3 décembre 2011  | Hilary Scott sur Oaks Miss Scarlet    |
| Sydney     | Australie | 11 décembre 2011 | 11 décembre 2011 | Billy Raymont sur Ocean Beach NZPH    |
| Dapto      | Australie | 14 décembre 2011 | 14 décembre 2011 | Annulée                               |

### Ligue Caucasienne
| Ville    | Pays        | Début             | Fin              | Vainqueur                         |
| -------- | ----------- | ----------------- | ---------------- | --------------------------------- |
| Bakou    | Azerbaïdjan | 11 mai 2011       | 14 mai 2011      | Gennadiy Gashiboyazov sur Papirus |
| Tbilissi | Géorgie     | 23 mai 2011       | 26 mai 2011      | Aleksandra Lusina sur Kalinka MNM |
| Tbilissi | Géorgie     | 29 septembre 2011 | 2 octobre 2011   | Aleksandra Lusina sur Kalinka MNM |
| Bakou    | Azerbaïdjan | 28 octobre 2011   | 31 octobre 2011  | Jamal Rahimov sur Platin E        |
| Bakou    | Azerbaïdjan | 11 novembre 2011  | 14 novembre 2011 | Annulée                           |
| Bakou    | Azerbaïdjan | 1 décembre 2011   | 4 décembre 2011  | Annulée                           |
| Bakou    | Azerbaïdjan | 28 décembre 2011  | 31 décembre 2011 | Aleksandra Lusina sur Kalinka MNM |
| Bakou    | Azerbaïdjan | 12 janvier 2012   | 15 janvier 2012  | Aleksandra Lusina sur Kalinka MNM |
| Bakou    | Azerbaïdjan | 23 février 2012   | 26 février 2012  | Annulée                           |

### Ligue Chinoise
| Ville | Pays  | Début             | Fin               | Vainqueur                    |
| ----- | ----- | ----------------- | ----------------- | ---------------------------- |
| Pékin | Chine | 27 août 2011      | 28 août 2011      | Samantha Lam sur Double Bent |
| Pékin | Chine | 24 septembre 2011 | 25 septembre 2011 | Liu Tongyan sur Kubuqi       |
| Pékin | Chine | 15 octobre 2011   | 16 octobre 2011   | Huang Zuping sur Sambuca     |

### Ligue d'Europe Centrale

#### Sous-Ligue du Nord
| Ville             | Pays        | Début             | Fin               | Vainqueur                        |
| ----------------- | ----------- | ----------------- | ----------------- | -------------------------------- |
| Moscou            | Russie      | 17 juin 2011      | 19 juin 2011      | Vladimir Tuganov sur Carvin      |
| Ruila             | Estonie     | 7 juillet 2011    | 10 juillet 2011   | Tiit Kivisild sur Calina         |
| Saint-Pétersbourg | Russie      | 15 juillet 2011   | 17 juillet 2011   | Gunnar Klettenberg sur Bingo     |
| Riga              | Lettonie    | 22 juillet 2011   | 24 juillet 2011   | Vladimir Beletsky sur Rocketman  |
| Minsk             | Biélorussie | 28 juillet 2011   | 31 juillet 2011   | Benas Gutkauskas sur Lascar      |
| Bratislava        | Slovaquie   | 11 août 2011      | 14 août 2011      | Steve Guerdat sur Ferrari        |
| Vazgaikiemis      | Lituanie    | 19 août 2011      | 21 août 2011      | Tiit Kivisild sur Torrero        |
| Kiev              | Ukraine     | 26 août 2011      | 28 août 2011      | Annulée                          |
| Pezinok           | Lituanie    | 1 septembre 2011  | 4 septembre 2011  | Monika Noskovicova sur Sclintura |
| Prague            | Tchéquie    | 8 septembre 2011  | 11 septembre 2011 | Annulée                          |
| Vilnius           | Lituanie    | 30 septembre 2011 | 2 octobre 2011    | Annulée                          |
| Tallinn           | Estonie     | 7 octobre 2011    | 9 octobre 2011    | Anna Gromzina sur Pimlico        |
| Leszno            | Pologne     | 10 novembre 2011  | 13 novembre 2011  | Niklaus Rutschi sur Casablanca   |
| Poznań            | Pologne     | 9 décembre 2011   | 11 décembre 2011  | Jörne Sprehe sur Contifax        |

#### Sous-Ligue du Sud
| Ville       | Pays     | Début            | Fin              | Vainqueur                               |
| ----------- | -------- | ---------------- | ---------------- | --------------------------------------- |
| Lipica      | Slovénie | 20 mai 2011      | 22 mai 2011      | Valentin Valkov sur Billy King          |
| Bojourichte | Bulgarie | 2 juin 2011      | 5 juin 2011      | Kalin Nedeltchev sur C'est mon amie     |
| Athènes     | Grèce    | 9 juin 2011      | 12 juin 2011     | Hannah Roberson-Mytilinaiou sur Equitta |
| Celje       | Slovénie | 25 novembre 2011 | 27 novembre 2011 | Björn Nagel sur Quickdiamond            |
| Budapest    | Hongrie  | 2 décembre 2011  | 4 décembre 2011  | Björn Nagel sur Quickdiamond            |

#### Finale de la ligue
| Ville    | Pays    | Début        | Fin          | Vainqueur                   |
| -------- | ------- | ------------ | ------------ | --------------------------- |
| Varsovie | Pologne | 22 mars 2012 | 25 mars 2012 | Benas Gutkauskas sur Lascar |

### Ligue d'Europe de l'Ouest
| Ville     | Pays        | Début            | Fin              | Vainqueur                                       |
| --------- | ----------- | ---------------- | ---------------- | ----------------------------------------------- |
| Oslo      | Norvège     | 12 octobre 2011  | 16 octobre 2011  | Pius Schwizer sur Carlina                       |
| Helsinki  | Finlande    | 26 octobre 2011  | 30 octobre 2011  | Pius Schwizer sur Carlina                       |
| Lyon      | France      | 26 octobre 2011  | 30 octobre 2011  | Rolf-Göran Bengtsson sur Casall                 |
| Vérone    | Italie      | 3 novembre 2011  | 6 novembre 2011  | Compétition stoppée (décès d'Hickstead)         |
| Stuttgart | Allemagne   | 16 novembre 2011 | 20 novembre 2011 | Ludger Beerbaum sur Gotha FRH                   |
| Genève    | Suisse      | 8 décembre 2011  | 11 décembre 2011 | Álvaro de Miranda Neto sur Ashleigh Drossel Dan |
| Londres   | Royaume-Uni | 13 décembre 2011 | 19 décembre 2011 | Ben Maher sur Tripple X III                     |
| Malines   | Belgique    | 26 décembre 2011 | 30 décembre 2011 | Grégory Wathelet sur Copin van de Broy          |
| Leipzig   | Allemagne   | 19 janvier 2012  | 22 janvier 2012  | Christian Ahlmann sur Taloubet Z                |
| Zurich    | Suisse      | 27 janvier 2012  | 29 janvier 2012  | Marco Kutscher sur Cornet Obolensky             |
| Bordeaux  | France      | 3 février 2012   | 5 février 2012   | Kevin Staut sur Silvana*HDC                     |
| Vigo      | Espagne     | 9 février 2012   | 12 février 2012  | Annulée                                         |
| Göteborg  | Suède       | 23 février 2012  | 26 février 2012  | Marco Kutscher sur Satisfaction FRH             |

### Ligue Japonaise
| Ville                                  | Pays  | Début            | Fin              | Vainqueur                                 |
| -------------------------------------- | ----- | ---------------- | ---------------- | ----------------------------------------- |
| Osaka                                  | Japon | 2 avril 2011     | 2 avril 2011     | Koki Saito sur Telexio                    |
| Gotenba                                | Japon | 15 avril 2011    | 15 avril 2011    | Yuya Ninomiya sur Willem                  |
| Chiba                                  | Japon | 28 avril 2011    | 28 avril 2011    | Yuya Ninomiya sur Willem                  |
| Nasu                                   | Japon | 5 juin 2011      | 5 juin 2011      | Yuya Ninomiya sur Willem                  |
| Osaka                                  | Japon | 19 juin 2011     | 19 juin 2011     | Yuya Ninomiya sur Willem                  |
| Minamisōma                             | Japon | 3 juillet 2011   | 3 juillet 2011   | Annulée (Accident nucléaire de Fukushima) |
| Mito (Remplacement de Minamisōma)      | Japon | 3 juillet 2011   | 3 juillet 2011   | Shino Hirota sur Yamato                   |
| Fuji                                   | Japon | 4 septembre 2011 | 4 septembre 2011 | Tadayoshi Hayashi sur Carry's Son         |
| Osaka                                  | Japon | 22 octobre 2011  | 22 octobre 2011  | Ryuma Hirota sur Yamahiro                 |
| Shizuoka-Tsumagoi (Finale de la ligue) | Japon | 11 décembre 2011 | 22 décembre 2011 | Hiroaki Ikeda sur Lapin de Neige          |

### Ligue de Nouvelle-Zélande - Pacifique
| Ville     | Pays             | Début            | Fin              | Vainqueur                       |
| --------- | ---------------- | ---------------- | ---------------- | ------------------------------- |
| Hastings  | Nouvelle-Zélande | 19 octobre 2011  | 21 octobre 2011  | Maurice Beatson sur My Gollywog |
| Kihikihi  | Nouvelle-Zélande | 4 novembre 2011  | 6 novembre 2011  | Lisa Coupe sur My Ocean Wave    |
| Feilding  | Nouvelle-Zélande | 2 décembre 2011  | 4 décembre 2011  | Katie McVean sur Daffodil       |
| Taupo     | Nouvelle-Zélande | 15 novembre 2011 | 18 novembre 2011 | Katie McVean sur Daffodil       |
| Feilding  | Nouvelle-Zélande | 7 janvier 2012   | 8 janvier 2012   | Annulée                         |
| Waitemata | Nouvelle-Zélande | 14 janvier 2012  | 15 janvier 2012  | Katie McVean sur Daffodil       |
| Tauranga  | Nouvelle-Zélande | 4 février 2012   | 6 février 2012   | Lisa Coupe sur Amaretto MVNZ    |

## Finale
| Ville       | Pays     | Début         | Fin           | Vainqueur                 |
| ----------- | -------- | ------------- | ------------- | ------------------------- |
| Bois-le-Duc | Pays-Bas | 18 avril 2012 | 22 avril 2012 | Rich Fellers sur Flexible |